# Bob Riley
Robert Renfroe „Bob” Riley (ur. 3 października 1944 w Ashland, Alabama) – amerykański polityk z Alabamy, działacz Partii Republikańskiej.
Riley zasiadał w Izbie Reprezentantów od 1997 do 2003. W 2002 pokonał (bardzo znikomą różnicą głosów) urzędującego demokratycznego gubernatora Dona Siegelmana.
Riley zalicza się do tzw. chrześcijańskich konserwatystów, choć, jako władza stanowa, musiał w czasie pamiętnego sporu o pomnik przedstawiający dziesięcioro przykazań w gmachu stanowego sądu najwyższego, ustawiony przez sędziego Roya Moore’a, nakazać, na skutek nakazu sądu federalnego, jego usunięcie (jakkolwiek sam prywatnie był za jego pozostawieniem).
Riley zwrócił też na siebie uwagę, kiedy opowiedział się za stosowaniem kar kryminalnych wobec spamerów.
Wybrany ponownie bez większego trudu w 2006.
Będąc gubernatorem Alabamy zezwolił na przeprowadzenie 25 egzekucji skazanych na karę śmierci morderców.